# Władysław Stanisław Reymont
Władysław Stanisław Reymont, poljski novelist in romanopisec, nobelovec, * 7. maj 1867, Kobiele Wielkie, Poljska, † 5. december 1925, Varšava. Bil je član Mlade Poljske in prejemnik Nobelove nagrade za književnost 1924.

## Življenje in delo
Rodil se je Antonini Kupczyński in Józefu Rejmentu na vasi Kobiele Wielkie blizu mesta Radomsko. Njegov oče je bil organist, mati pa je izvirala iz osiromašenega poljskega plemstva iz Krakova. Svoje otroštvo je preživel v mestu Tuszyn blizu Lodža, kamor so se preselili zaradi očetove službe v bogatejši župnijski cerkvi. Starši so želeli, da bi postal organist, sam pa ni maral hoditi v šolo in je večkrat menjal poklic ter kraj bivanja. V letih 1880—1884 se je šolal za poklic krojača v Varšavi in prejel naziv krojaškega pomočnika. Večkrat je pobegnil od doma, leta 1884 se je pridružil potujoči gledališki skupini, nato pa je v letih 1888—1893 po zaslugi očeta dobil delo uradnika pri gradnji železniške proge Varšava—Dunaj. Pri 23 letih mu je umrla mati. 
Pesmi je začel pisati pri petnajstih letih, po prvih objavah leta 1892 je opustil delo na železnici ter se posvetil pisateljevanju. Izmed tujih avtorjev je nanj napravil močan vtis Émile Zola, od njega ima naturalistične motive. Julija 1900 je v železniški nesreči dobil hud pretres možganov ter druge telesne poškodbe. Višina prejete odškodnine mu je omogočila, da se je umaknil v zasebnost. Poročil se je z Aurelio Szabłowsko ter potoval po Evropi.  Bil je član Nacionalne lige, tajne politične organizacije. Novembra 1924, leto pred smrtjo, je prejel Nobelovo nagrado za delo Kmetje (Chłopi).

## Reymont pri Slovencih
Prve informacije o Reymontu so prebrali Slovenci v Ljubljanskem zvonu (Anton Mazanowski, Najmlajši poljski novelisti, 1900; Moderna poljska lirika, 1901) in v Domu in svetu (Poljski modernisti, 1901). V Ljubljanskem zvonu 1915 je o Reymontu pisal Fran Govekar, v Jutru pa Božidar Borko. Reymotova dela je iz poljščine prevajal France Bevk: leta 1908 novelo Sodba (izšla v Domovini), 1928 povest Tomek Baran ter 1929 Pravico. Istega leta je začel prevajati roman Kmetje Jože Glonar, ki je leta 1938 prevedel tudi roman Komedijantka. Prevodi Reymontovih del so bili vključeni v tri zbirke novel. Leta 1931 ga je v zbirko Človečanstvo: Moderne poljske proletarske novele (COBISS) vključil Tine Debeljak, ki je leta 1936 napisal doktorsko disertacijo z naslovom Reymontovi "Kmetje" v luči književne kritike (COBISS). Leto za tem je prevajal in vključil Reymontovo krajšo prozo v zbirko Poljske novele (COBISS) France Vodnik. Vključen je tudi v zbirko Poljski pripovedniki (COBISS), ki jo je pod psevdonimom Ivan Lesjak objavil France Bevk. O Reymontu so pisali  Samo Koler (diplomska naloga Władysław Stanisław Reymont pri Slovencih (COBISS)), Joža Mahnič in Rozka Štefan. Roman Kmetje je ponovno prevedel Janko Moder, s spremno besedo Jožeta Munde. Pri Kmetih se je zgledoval Jože Čampa, ko je pisal tetralogijo Na mrtvi straži.